# رينيه فوتييه
رينيه فوتييه (بالفرنسية: René Vautier) (مواليد 15 يناير 1928 - 4 يناير 2015)، مخرج فرنسي. ويُعتبر رينيه مناهض لسياسة الإستعمار، ومهتم في مجالات ثورة التحرير الجزائرية والتلوث وحقوق المرأة والأبارتايد والعنصرية في فرنسا، وكانت أفلامه موجهة نحو هذه القضايا ومن هذه الأفلام (أفريقيا 50، أمة الجزائر، الجزائر تحترق)

## السيرة الذاتية
ولد فوتييه في 15 يناير 1928 في إقليم فنستير الفرنسي، وهو ابن لعامل مصنع ومعلمة. حصل على درجة كروا للأعمال الحربية ووسام الأمة من شارل ديغول لنشاطه في المقاومة الفرنسية. وفي سنة 1948 تخرج من معهد الدراسات العليا السينمائي في فرنسا.

## أفلامه
- Afrique 50‏ (1956)
- Algérie en flames ‏(1958)
- Peuple en marche ‏(1963)
- Le Glas ‏(1964)
- Les trois cousins‏ (1970)
- Avoir 20 ans dans les Aurès‏ (1972)
- Humain, trop humain ‏(1973)

## وصلات خارجية
- رينيه فوتييه على موقع IMDb (الإنجليزية)
- رينيه فوتييه على موقع روتن توميتوز (الإنجليزية)
- رينيه فوتييه على موقع ألو سيني (الفرنسية)
- رينيه فوتييه على موقع أول موفي (الإنجليزية)
- رينيه فوتييه على موقع قاعدة بيانات الأفلام السويدية (السويدية)
- رينيه فوتييه على موقع قاعدة بيانات الفيلم (الإنجليزية)
- رينيه فوتييه على موقع كينوبويسك (الروسية)